# Virojärvi (sjö i Fredrikshamn, Kymmenedalen)
Virojärvi är en sjö i kommunen Fredrikshamn i landskapet Kymmenedalen i Finland. Sjön ligger 64,9 meter över havet. Arean är 76 hektar och strandlinjen är 8,42 kilometer lång. Sjön  ingår i Virojokis huvudavrinningsområde.   Den ligger omkring 47 km nordöst om Kotka och omkring 150 km nordöst om Helsingfors. 